# Brun FK
Brun FK, med E-nummer E154, är en komplicerad blandning av sex olika färgämnen som bildar ett brunt azofärgämne. Färgämnet är förbjudet i de flesta länderna i EU, förutom Storbritannien och Irland, samt bland andra Norge, Australien och USA. Ämnet avrådes till barn då det kan ge ADHD. Allergiska reaktioner kan också uppstå.